# Arempudi
Arempudi es una ciudad censal situada en el distrito de Godavari Este en el estado de Andhra Pradesh (India). Su población es de 5073 habitantes (2011). Se encuentra a 45 km de Kakinada y a 211 km de Vijayawada. 

## Demografía
Según el censo de 2011 la población de Arempudi era de 5073 habitantes, de los cuales 2537 eran hombres y 2536 eran mujeres. Arempudi tiene una tasa media de alfabetización del 66,25%, inferior a la media estatal del 67,02%: la alfabetización masculina es del 73%, y la alfabetización femenina del 59,67%.